# 金剛寺 (京都市東山区五軒町)
金剛寺（こんごうじ）は、京都市東山区五軒町にある浄土宗の寺院。総本山は知恩院。山号は一切経山。天平年間（729 – 749年）に、行基が東岩倉山 の一切経谷に開いた阿弥陀堂を起源とする。本尊は阿弥陀如来。

## 歴史
応仁の乱（1467年）で東岩倉山一帯が荒廃し、阿弥陀堂も焼失した。そこで浄財を募って建立した仮堂を粟田惣堂という。
慶長7（1602）年に岌然（きゅうねん）上人が青蓮院門跡の許可を得て五軒町に寺を開いた。

## 暫定文化財
2017年12月27日、京都市から本堂と観音堂が京都府暫定登録文化財の登録を受けた。

## 所在地
- 〒605-0036　京都市東山区三条通白川橋東入る五軒町124

## 交通アクセス
- 京都市営地下鉄東西線の東山駅下車。1番出口から徒歩3分。